# Spaceman (canción de Hardwell)
«Spaceman» es una canción del disc jockey y productor holandés Hardwell. El sencillo se lanzó en formato digital el 23 de enero de 2012. Se realizó una versión vocal de la canción llamada, «Call Me A Spaceman», que cuenta con la voz de Mitch Crown, lanzada el 18 de mayo de 2012. Hasta ahora, es el sencillo más exitoso en toda la carrera de Robbert (Hardwell) como productor.

## Formatos
| Descarga digital |                                   |          |  |
| N.º              | Título                            | Duración |  |
| 1.               | «Spaceman» (Original Mix)         | 6:19     |  |
| 2.               | «Call Me A Spaceman» (Radio Edit) | 3:09     |  |

## Posición en listas
| País (2012)  | Lista                  | Mejor posición | Ref.  |
| ------------ | ---------------------- | -------------- | ----- |
| Francia      | SNEP                   | 79             | [ 3 ] |
| Bélgica      | Ultratop 50 (flamenca) | 5              | [ 4 ] |
| Bélgica      | Ultratop 40 (valona)   | 14             | [ 5 ] |
| Bélgica      | Dance Chart            | 31             | [ 5 ] |
| Bélgica      | Dance Bubbling Under   | 5              | [ 5 ] |
| Países Bajos | Dutch Top 40           | 33             | [ 6 ] |